# Typophyllum lunatum
Typophyllum lunatum är en insektsart som beskrevs av Francois Jules Pictet de la Rive 1888. Typophyllum lunatum ingår i släktet Typophyllum och familjen vårtbitare. Inga underarter finns listade i Catalogue of Life.